# Malosco
Malosco (Nones: Malósc) ist eine Fraktion der italienischen Gemeinde (comune) Borgo d’Anaunia in der Provinz Trient, Region Trentino-Südtirol.

## Etymologie
Der Ort wurde erstmals 1086 im Zusammenhang mit einem Domino Petro de Malosco erwähnt. Nach Franz Huter ist der Ortsname erst mit dem Ministerialen Fridricus de Malusco im Jahr 1191 bezeugt. Leo Santifaller erwähnt eine Variante Malusco in einem Schriftstück von 1196. Die Variante Malusche ist dagegen in einer Bozener Urkunde von 1291 belegt.
Der Name ist nach Ernesto Lorenzi und Giulia Mastrelli Anzilotti im Stamm und im Suffix -osc, seltener auch -usc, vorrömischen Ursprungs. Der Stamm könnte sich aus *mal-/*mel- ableiten, was in etwa Berg bedeutet und sich auf die Lage des Ortes bezieht.

## Wappen
Blasonierung: In rot eine stilisierte heraldische Rose mit vier silbernen Petalen mit goldenen Androeceum und Sepalen. 
Das Wappen lehnt sich in den Farben und in der Form an das alte Stammwappen der Herren von Malosco an. Es wurde 1987 von der Gemeinde Malosco als Gemeindewappen eingeführt und war bis zur Auflösung der Gemeinde 2019 im Gebrauch.

## Geografie
Der Ort liegt etwa 40,5 Kilometer nördlich von Trient im oberen Nonstal (italienisch Val di Non). Nördlich von Malosco liegt der Deutschnonsberg, wie der zu Südtirol gehörende deutschsprachige Teil des Tales genannt wird.

## Geschichte
Malosco war bis 2019 eine eigenständige Gemeinde und schloss sich am 1. Januar 2020 mit den Nachbargemeinden Castelfondo und Fondo zur neuen Gemeinde Borgo d’Anaunia zusammen.

## Verkehr
Durch den Ort führt die Strada Statale 42 del Tonale e della Mendola, von der in Malosco die Strada Statale 238 delle Palade abbiegt. Letztere führt über den Gampenpass (1518 m s.l.m.) nach Meran. Bis 1934 war der Ort durch die Lokalbahn Dermulo–Mendel sowohl mit der Mendelbahn als auch mit Trient über die Nonstalbahn erschlossen.

## Sehenswürdigkeiten
- Kirche di Santa Tecla
- Castel Malosco

## Persönlichkeiten
- Vittorio Erspamer (1909–1999), Chemiker